# Amblyceps caecutiens
Amblyceps caecutiens е вид лъчеперка от семейство Amblycipitidae.

## Разпространение и местообитание
Видът е разпространен в Мианмар и Тайланд.
Обитава сладководни басейни, реки и потоци.

## Описание
На дължина достигат до 7,3 cm.